# 大北川

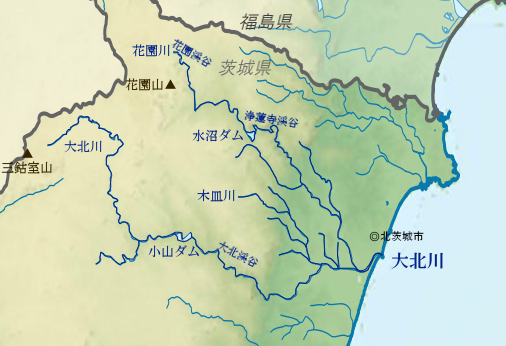
大北川流域概略図

大北川（おおきたがわ）は、茨城県北部を流れ太平洋へ注ぐ川。茨城県内では最大の二級河川と同時に多賀山地の東を流れる川としては茨城県内で最大。主な支流に木皿川、花園川。
長さは22.17キロメートル、流路延長は31キロメートル。

## 地理
茨城県の高萩市と常陸太田市の境付近（旧里美村）の三鈷室山（標高870.6メートル）に源を発し、多賀山地（阿武隈高地）をほぼ東へ流れ北茨城市磯原町磯原付近で太平洋に注ぐ。
古くは水戸藩の支配地域のなかで最も北を流れる川であった。大北川という川の名前もこれに由来するとされている。
水源になっている多賀山地は、茨城県では最も雨が強く降る地域である。それによる地形崩壊も起き、下流の北茨城市では水害が繰り返されてきた。1986年には旧磯原町に大きな水害を引き起こしており、1990（平成2）年度までかけて対策（河川激甚災害対策特別緊急事業）が行われた。
高萩市の山間地では大北渓谷と呼ばれる深い谷を形成しており、その地形を利用して明治時代から発電が行われている。流域の水沼ダムは茨城県としては初の多目的ダムとして1966（昭和41）年6月に完成した。

## 流路
高萩市北西部の上君田・下君田・横川の小盆地の水を集め、東流して北茨城市磯原町磯原で太平洋に注ぐ。
本節では便宜上、源流から小山ダムまでを上流域、石岡第二発電所までを中流域、それ以降を下流域として解説する。

### 上流
大北川は三鈷室山（標高870.6メートル）を水源としている。多賀山地では分水嶺が西偏しており、三鈷室山も分水嶺になっている。南東側は里川（久慈川支流）、北東側は大北川の源流域になっている。西側は久慈川支流の小田川や方貝川の源流域になっている。
源流付近は常陸太田市里美地区（旧里美村）にあたる。大北川はこの里美地区では北東へ流れるが、そのあと山地に入って狭い谷をつくりながら、南東、南西、南とたびたび向きを転じる。高萩市上君田地区、下君田地区、横川地区（いずれも旧多賀郡高岡村・現高萩市）では、大北川やその支流の周りに狭い谷底平野がひらけ、小さな盆地状になっている。上君田、下君田、横川などの村はこの小盆地に集落が形成されたものである。
なかでも支流の宿川の上流では、宿川の支川が集まる旧高岡村の平野部を上君田盆地と呼ぶこともある。盆地のまわりの山間地には高原状の緩傾斜地が多く、藩政時代には馬の牧場（大能牧）として利用されていた。この牧場は明治初期に廃され、現在は山間地の各所に畜産団地が作られ、乳牛飼育や常陸牛の生産が行われている。

### 小山ダム

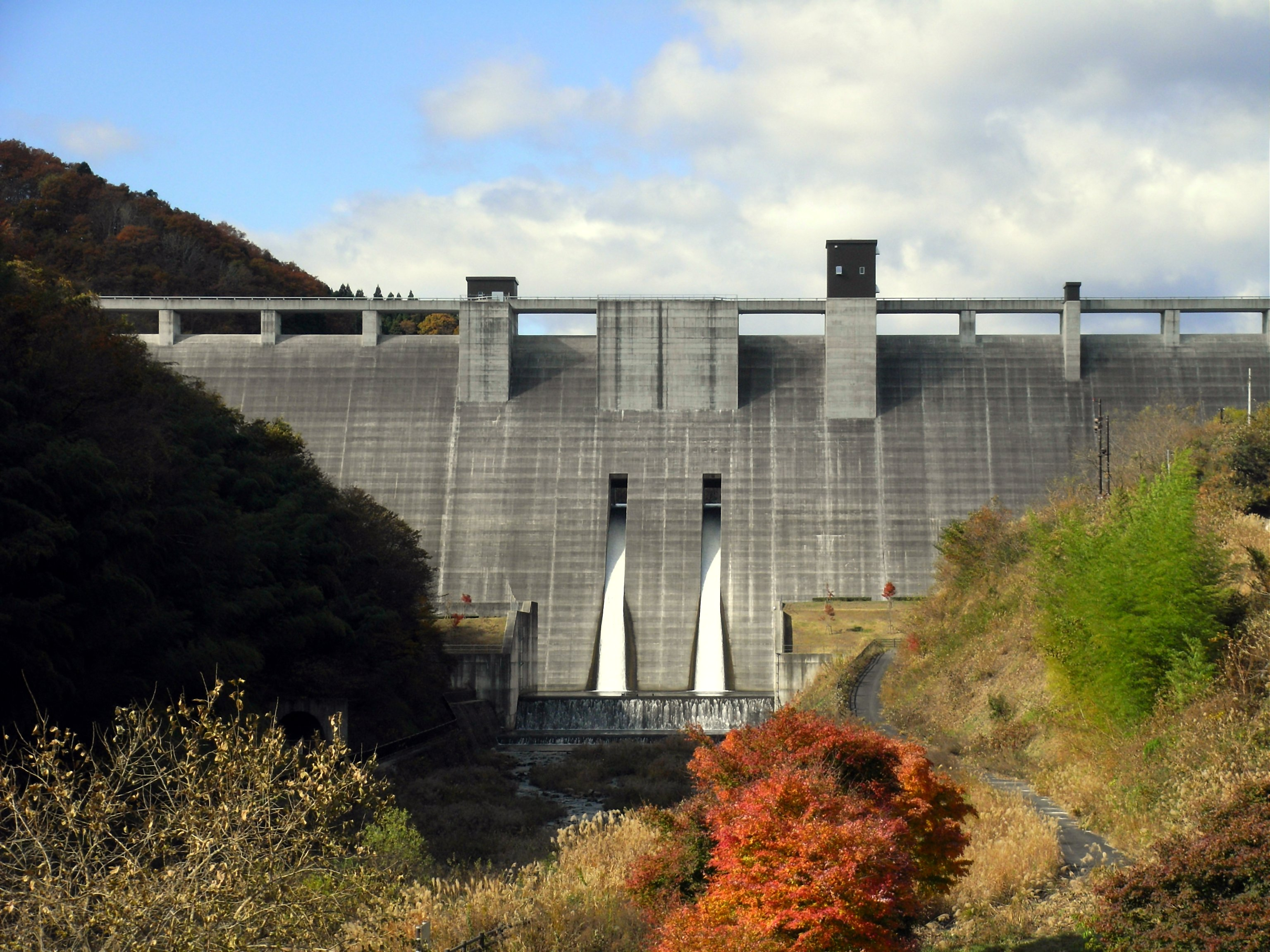
小山ダム

横川地区の上流側には、2006年（平成18年）3月に完成した小山ダム（こやま湖）がある。小山ダムは治水対策を主眼に、都市用水の確保や観光利用も考慮した多目的ダムで、1983年度（昭和58年度）から事業が進められてきた。堤高65メートル、堤頂長462メートル、総貯水容量1660万立方メートルの規模で、2017年現在、茨城県内で最大のダムである。観光用途としては、例年秋に、小山ダム祭り、マラソン大会が行われ、地域活性化を担う存在として位置づけられている。
| 名称     | 目的   | 形式               | 堤高  | 堤頂長 | 集水面積 | 湛水面積 | 総貯水容量   | 有効貯水量  | 出典   |
| 小山ダム | 多目的 | 重力式コンクリート | 65.0m | 462.0m | 79.7km2  | 28ha     | 16,600,000m3 | 1,500,000m3 | [ 19 ] |

### 大北渓谷
横川地区の小山ダムより下流は大北川の中流とみなされている。特に、下流の関平地区までは大北渓谷と呼ばれる深く狭い峡谷になっている。この谷は、周囲の山の隆起によって河川侵食が起きてV字谷となったもので、長さは約4キロメートルに及ぶ。
大北渓谷は景勝地として知られ、花園花貫県立自然公園の一角を成している。春から夏は清流でのレジャー、秋には紅葉目当ての観光客が集まる。また、渓谷内にある奇岩は、「継石不動尊」として祀られている。
大北渓谷は水量が豊富であり、流路式水力発電所が設けられている。大北渓谷の上流側には横川発電所、大北渓谷の途中に石岡第一発電所、渓谷の出口に石岡第二発電所がある。

### 下流
大北渓谷をぬけると、関平地区から下流は沖積平野を蛇行するようになり、左岸から木皿川、花園川が合流する。
河口近くで、大北川は海岸の砂州に行く手を阻まれ、1キロメートルあまりに渡って北へ流れるのが特徴的である。この湾曲部によって排水が滞り、大北川下流域での水害の要因になってきた。

### 河口にある信仰の地
この湾曲部の北端に河口があり、その左岸に天妃山という岩山がある。その山上にはかつて中国・道教の神である天妃の神像が祀られていた。これは、17世紀後半に清から日本へ渡来した仏僧東皐心越がもたらしたもので、元禄3年（1690年）に徳川光圀が海上交通の守護神として祀ったものである。
この社は、天妃神を祀るものとしては当時の日本を代表する存在として知られていたとされており、『新編常陸国誌』や、国学者小山田与清（高田与清）の『松屋筆記』に言及がある。しかし弘化元年（1844年）に水戸藩9代藩主徳川斉昭の命により、異国の神であるとの理由で廃され、祭神も弟橘媛に置き換えられた。
また、この岩山の突端部の磯には、花園川の上流に祀られる花園神社の神域とされる「亀升磯」がある。ここは花園神社の神体であるアワビが磯出する地とされており、7年に一度、花園神社の神事が行われる。

## 支流

### 花園川
花園川（はなぞのがわ）は花園山を源とし、北茨城市を横断する。延長17.7km、流域面積62km2。上流に貼る花園渓谷や花園神社は観光地となっている。中流には工業・農業・飲料用水のために多目的ダムの水沼ダムが建設され、水力発電所も設けられている。下流の北岸の丘陵地帯に磯原工業団地。
詳細は花園川参照。

### 木皿川
木皿川（きさらがわ）は高萩市と北茨城市の市境ちかくに発し、半蔵川、峰岸川、西明寺川などを合わせて大北川の左岸に合流する。
中流や下流部の大北側との合流点付近には沖積地が形成されており、中世から水田が開けていた。峰岸川と西明寺川に挟まれた峰の突端には菅股城跡があり、鎌倉時代に当地の地頭を務めた大塚氏の居城だったと伝わる。平安時代の永承年間（1046-1053年）の築城とする伝承もあるが信頼性に欠く。確実な史料を伴うのは南北朝期のもので、ここを拠点とする大塚員成が新田義貞に従って鎌倉攻めに参加したとある。その後、大塚員成は南朝に与して敗死し、北朝方の佐竹貞義は実弟に大塚氏の名跡を継がせたとされている。
江戸時代には流域で石炭の採掘が始まった。はじめは農民が薪がわりに自家消費する程度だったが、江戸時代後期になると商業採掘が行われるようになった。当時は塩田で塩を煮詰めるための燃料として用いられていたが、明治時代になると製鉄や蒸気船の燃料としての需要が飛躍的に伸び、一帯は常磐炭田として炭鉱が営まれるようになった。この付近は特に常磐南部炭田と呼ばれた。往時には木皿川沿いにも重内炭鉱の石炭輸送用の鉄道が敷かれ、特に右岸の山麓には炭坑労働者の集落ができて、商店街も発展した。

### 支流リスト
- 下流より記載。
- 「国web」は国土地理院電子国土Webに川名の記載があるもの。

| 川名         | よみ          | 長さ (km) | 延長 (km) | 流域 面積 (km2) | （備考、関連項目）                                                                   | 国web | 出典              |
| 大北川       | おおきたがわ  | 31.00     | 22.17     | 195.50          | 石岡第一発電所、石岡第二発電所、大北渓谷、小山ダム、横川発電所、河川コード0800030001 | ○     | [ 1 ] [ 3 ] [ 6 ] |
| ｜花園川     | はなぞのがわ  |           | 17.67     | 62.00           | 花園渓谷、浄蓮寺渓谷、水沼ダム、花園川発電所、河川コード0800030002                   | ○     | [ 34 ] [ 25 ]     |
| ｜｜根古屋川 | ねごやがわ    |           | 4.50      | 7.40            | 河川コード0800030003                                                                 |       | [ 35 ] [ 36 ]     |
| ｜｜綱木川   |               |           |           |                 |                                                                                      |       | [ 37 ]            |
| ｜｜才丸川   |               |           |           |                 |                                                                                      |       | [ 38 ]            |
| ｜下野川     |               |           |           |                 | 河川コード0800030004                                                                 |       |                   |
| ｜天橋川     |               |           |           |                 | 河川コード0800030006                                                                 |       |                   |
| ｜相田川     |               |           |           |                 | 河川コード0800030005                                                                 |       |                   |
| ｜木皿川     | きさらがわ    |           | 5.62      | 25.90           | 河川コード0800030007                                                                 | ○     | [ 39 ] [ 29 ]     |
| ｜｜大塚沢   |               |           |           |                 |                                                                                      |       |                   |
| ｜｜西明寺川 | さいみょうじ- |           |           |                 |                                                                                      |       | [ 31 ]            |
| ｜｜峰岸川   | みねぎし-     |           |           |                 |                                                                                      |       | [ 31 ]            |
| ｜｜内野川   |               |           |           |                 | 河川コード0800030008                                                                 |       |                   |
| ｜｜半蔵川   |               |           |           |                 |                                                                                      |       | [ 30 ]            |
| ｜石岡沢     |               |           |           |                 |                                                                                      |       |                   |
| ｜宿川       | しゅくがわ    |           | 4.40      | 31.00           | 河川コード0800030009                                                                 |       | [ 40 ] [ 41 ]     |
| ｜君田川     | きみだ-       |           |           |                 |                                                                                      |       | [ 42 ]            |

## 環境
重内、石岡、華川の各炭鉱が廃坑になったことで、下流の水質が改善した。

## 河川施設

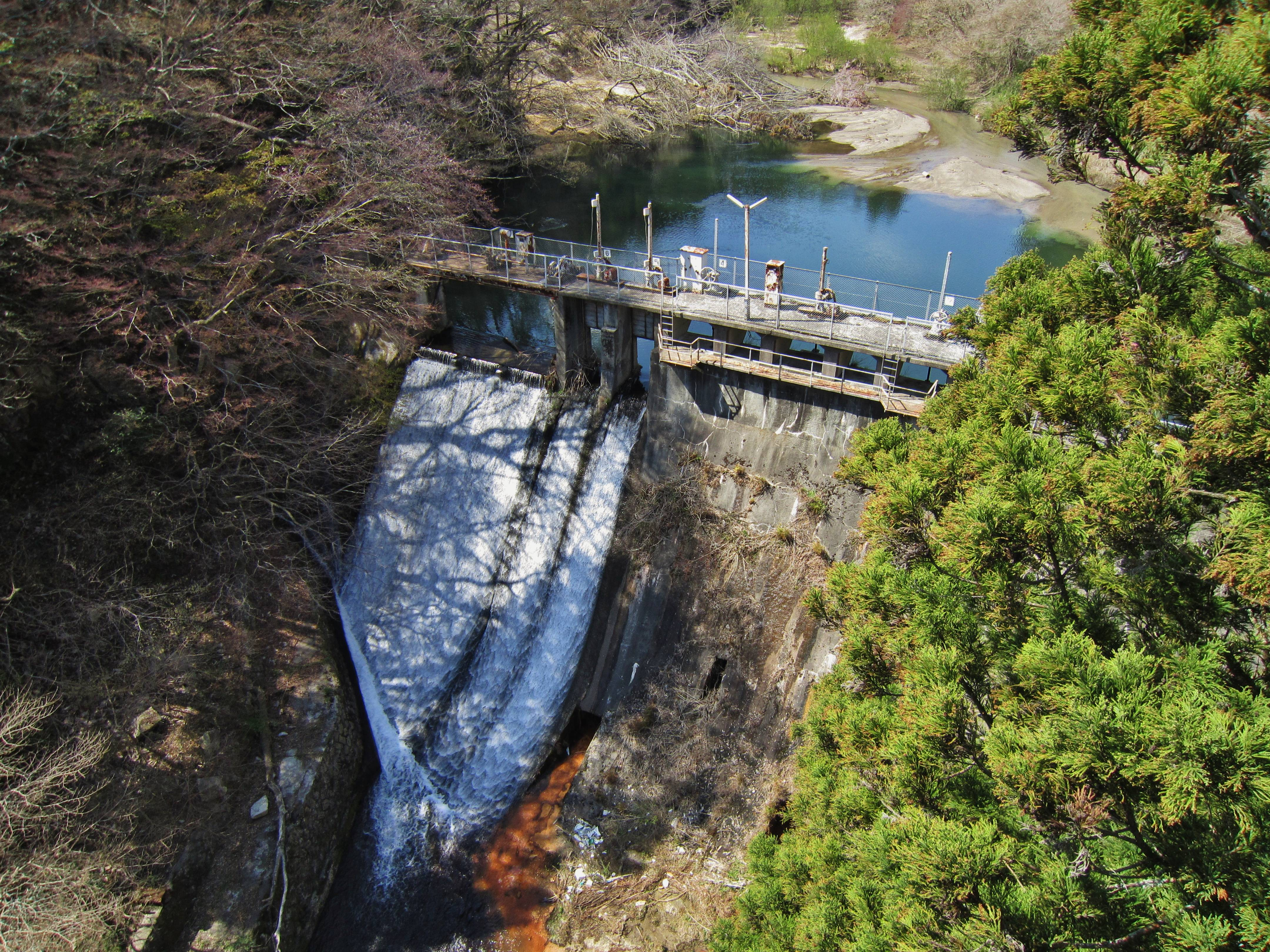
小山調整池ダム跡。

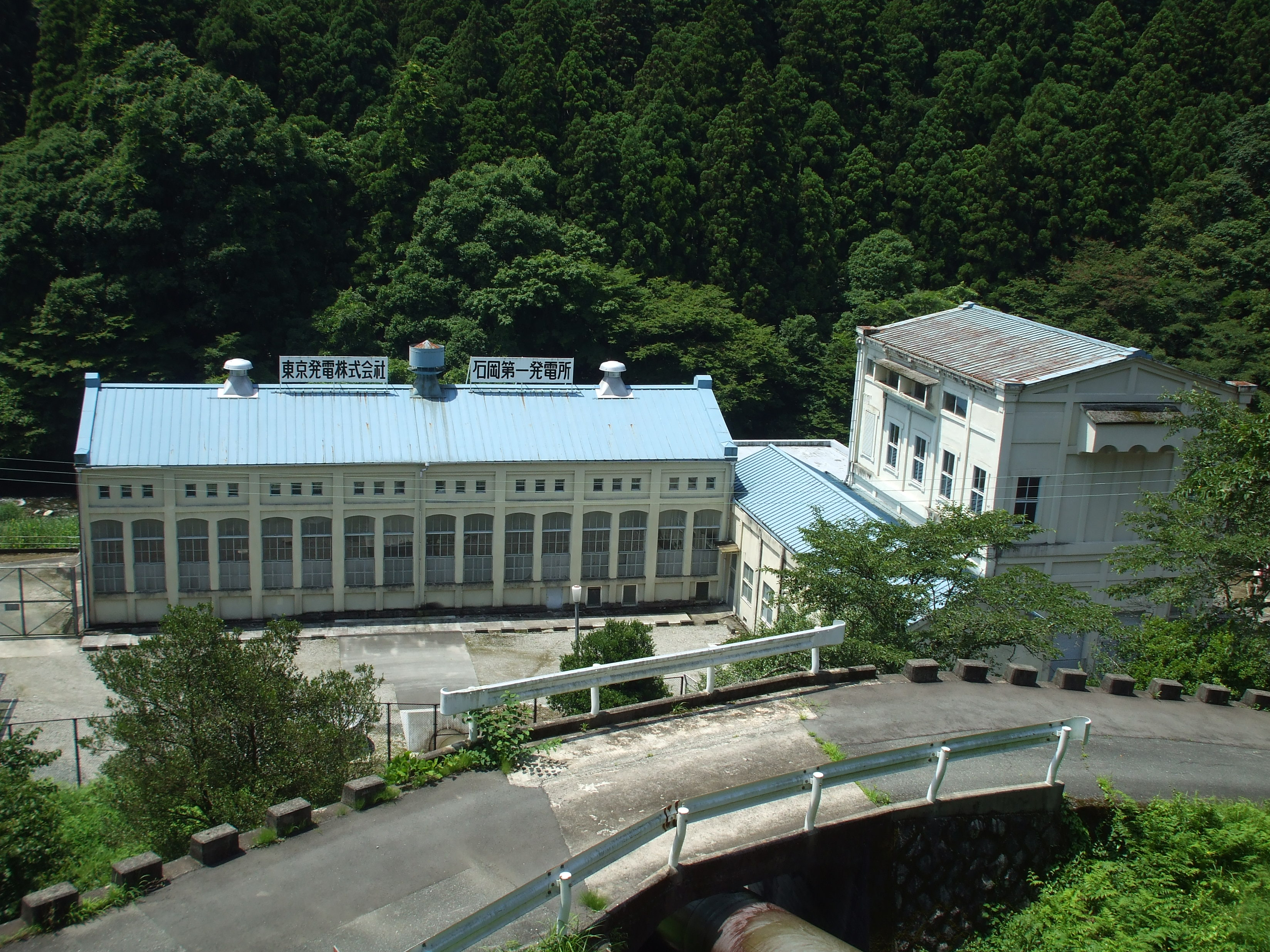
石岡第一発電所

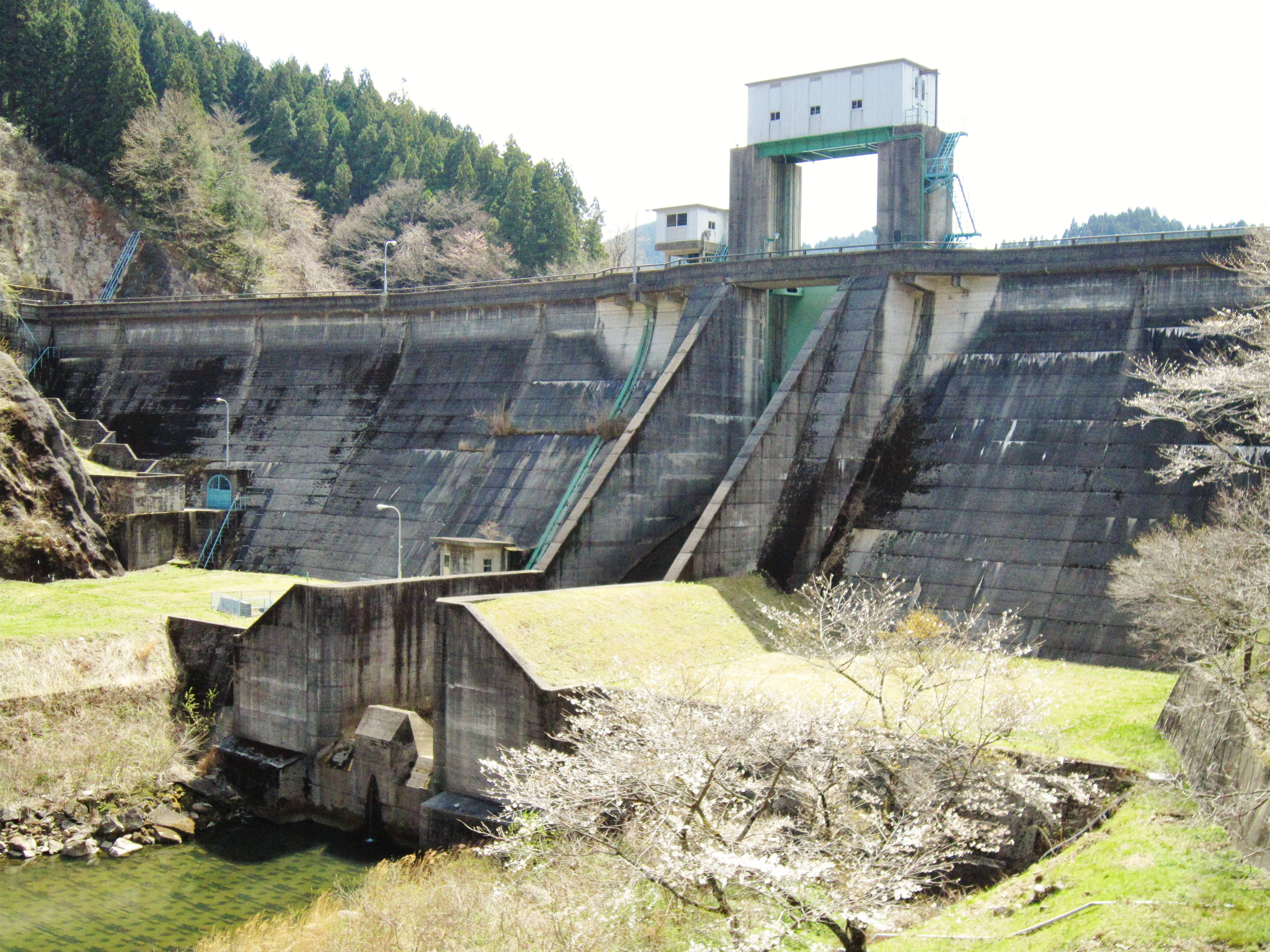
水沼ダム

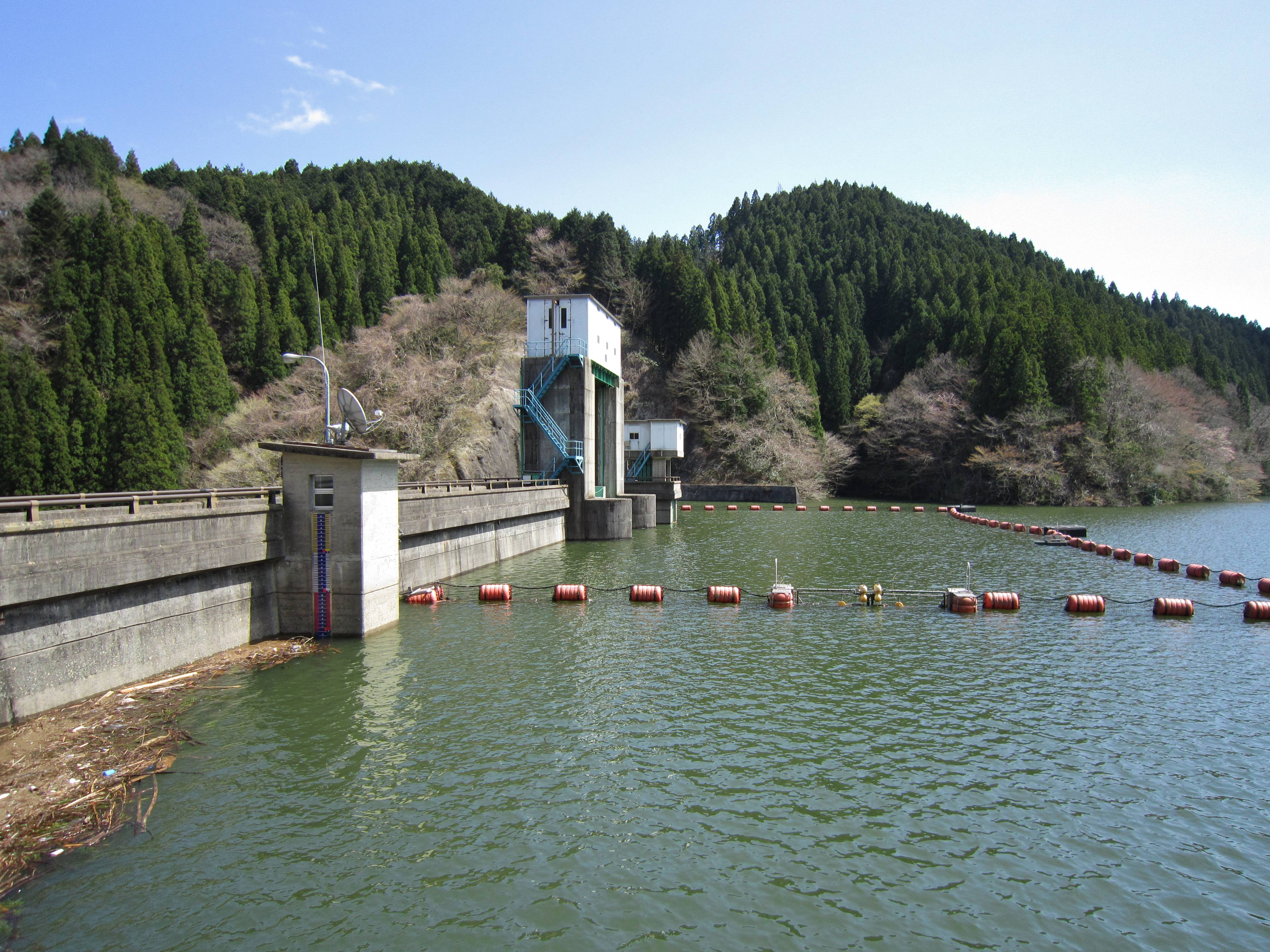
水沼ダム

- 小山ダム
- 石岡第一発電所
- 石岡第二発電所
- 横川発電所
- 水沼ダム（支流の花園川）

## 橋梁
- 大北橋（国道6号）[43]
- 鉄道橋（JR東日本常磐線）[43]
- 大北川橋（市道）[43]
- 新大北橋（市道）[43]
- 境橋（市道）
- 天下橋（市道）
- 総持院橋[43]
- 石岡橋[43]
- 孝行橋（茨城県道10号日立いわき線）